# Rumah Melayu
Casas malayas (Malayo: Rumah Melayu; Jawi: رومه ملايو) son viviendas tradicionales, originarios antes de la llegada de las influencias extranjeras o moderno, y construido por los indígenas malaya de Península de Malaca, Sumatra y Borneo.
Formas arquitectónicas tradicionales, tales como tropical con trajes techos y proporciones armoniosas con los elementos decorativos son considerados por los tradicionalistas que aún tienen relevancia. Sin embargo edificios tradicionales requieren un mantenimiento significativo en comparación con la construcción moderna, la forma de preservar los materiales de madera en descomposición de los efectos del clima tropical, así como problemas de termitas. Estas habilidades tradicionales se están perdiendo gradualmente como Malasia continúa su proceso de la industrialización. Mientras que en Indonesia las casas tradicionales todavía podría sobrevive en las zonas rurales. El esfuerzo por preservar estilos arquitectónicos indígenas de El archipiélago de Indonesia se ha llevado a cabo a través de la documentación y crear réplicas en Provincias pabellones en Taman Mini Indonesia Indah, Yakarta.

## Construcción

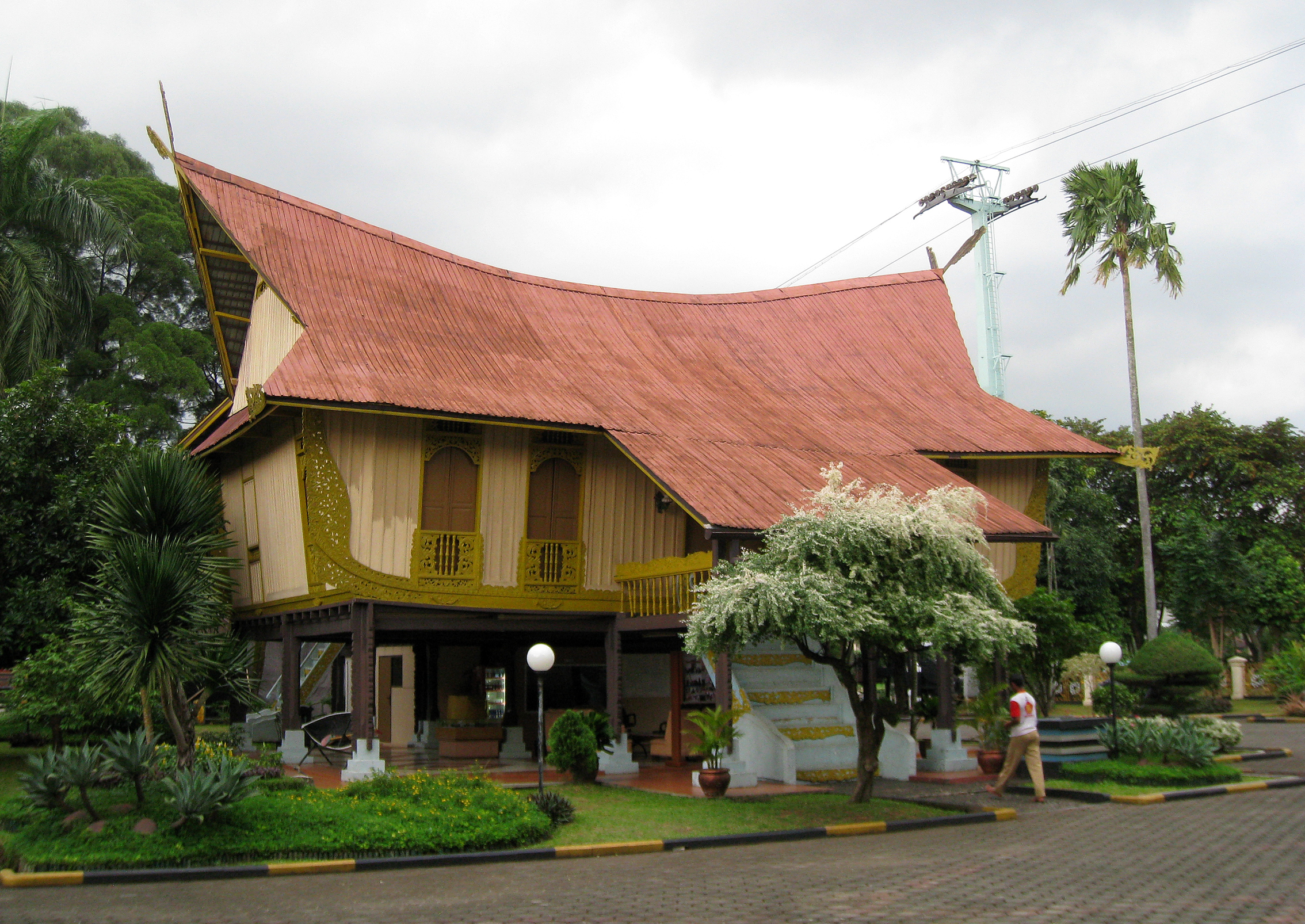
Rumah Lancang o Rumah Lontik con un techo curvo y estructura de la embarcación similar. Una casa tradicional malaya Riau, este es el Pabellón de Riau parque temático de Taman Mini Indonesia.

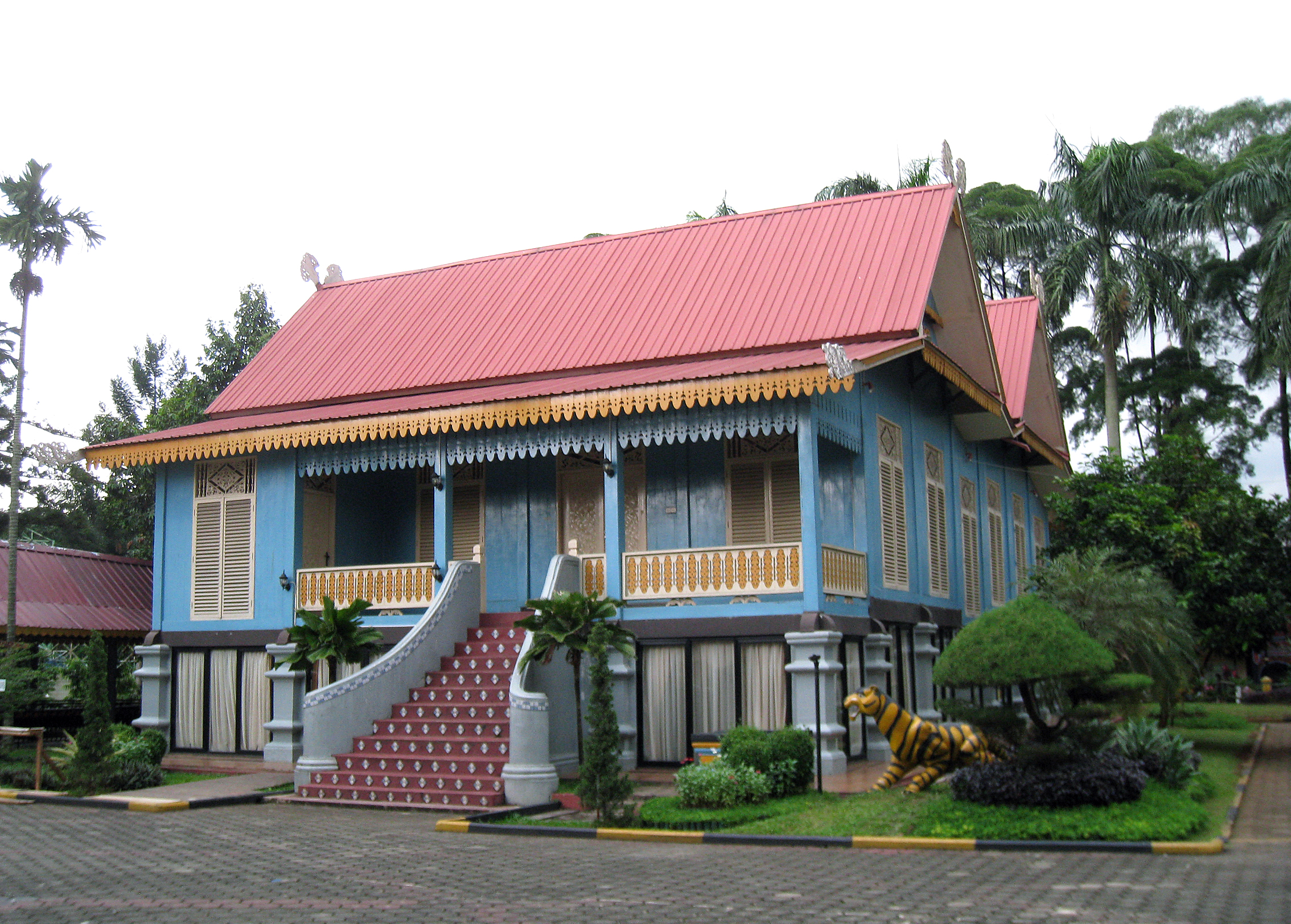
Estilo Rumah Lipat Kajang, una de Sumatra casa tradicional de malaya Riau con las escaleras de baldosas en parque temático de Taman Mini Indonesia.

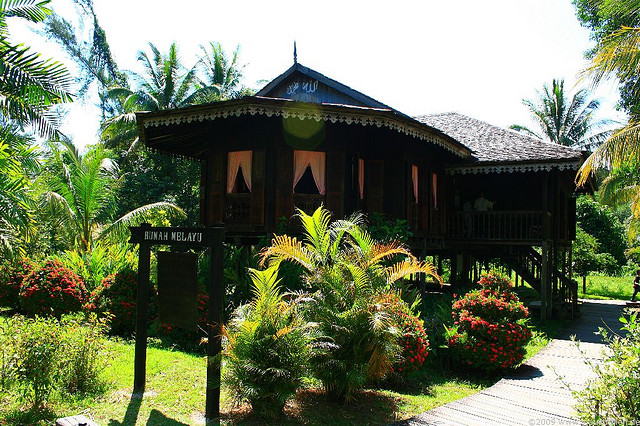
Una casa tradicional de malaya Sarawak en Malasia Oriental.

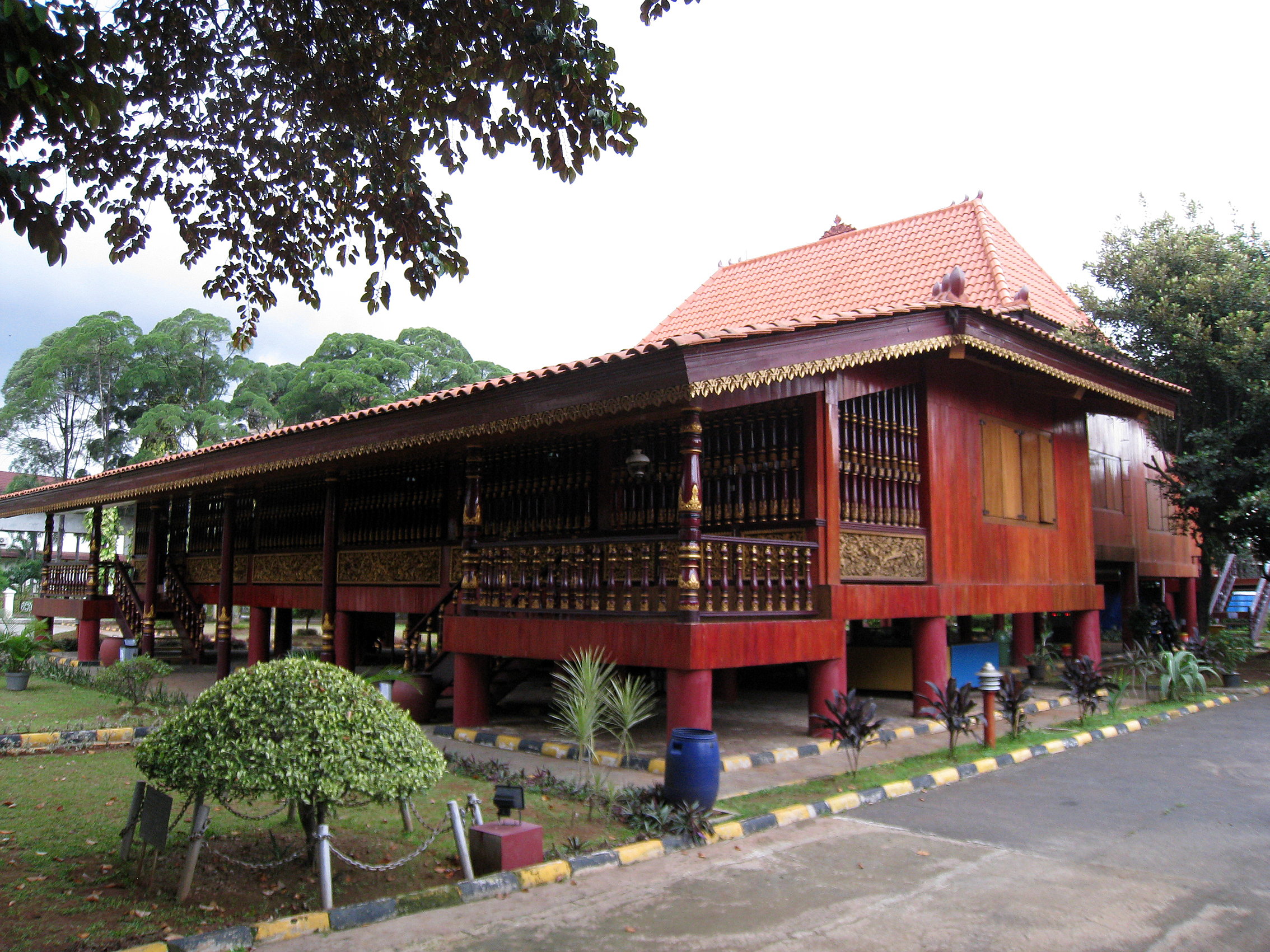
Rumah Limas, una casa tradicional Palembang.

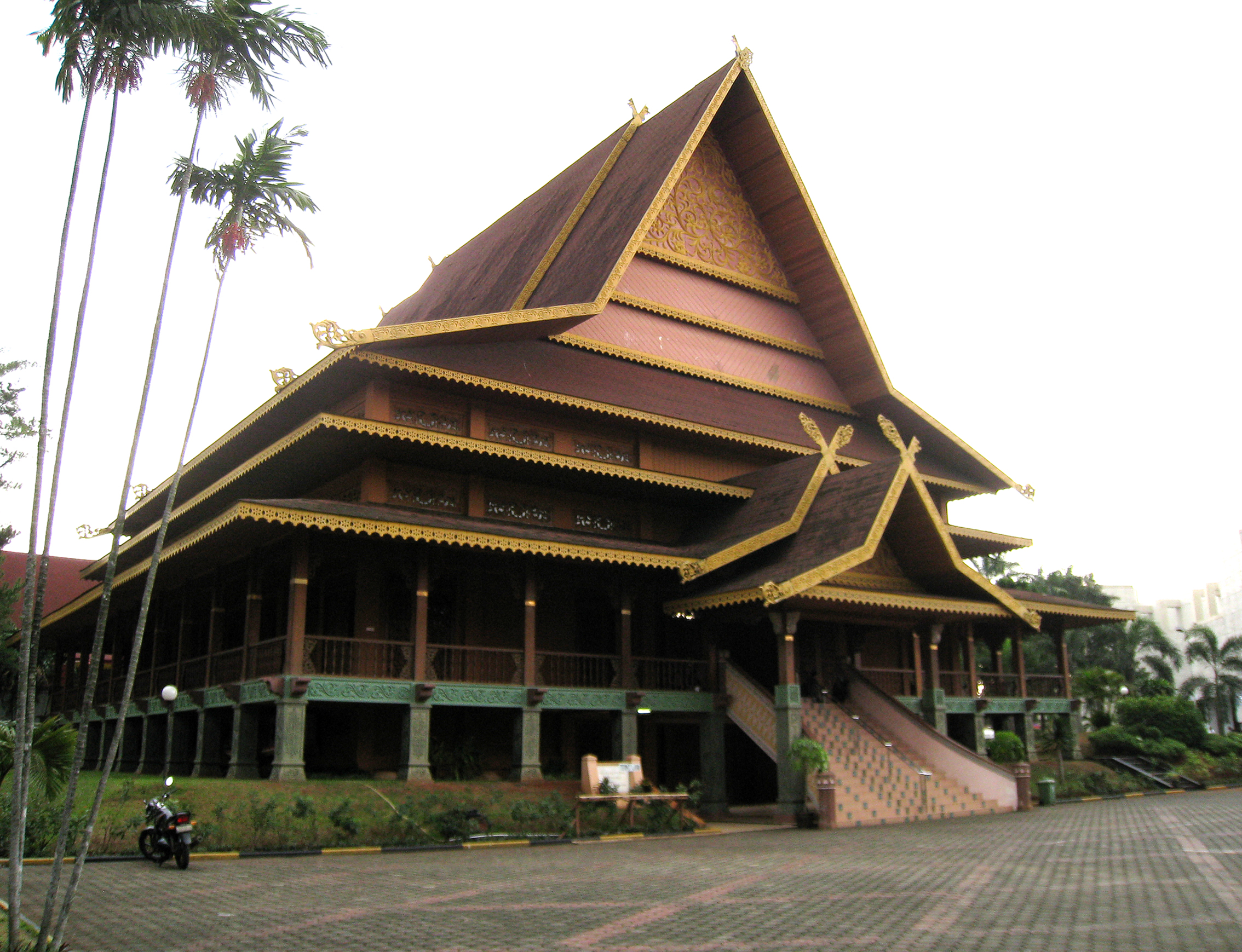
Un malayo Gran derivado del estilo Lipat Kajang y ampliado con estilo techo de Limas, Pabellón de Riau, Taman Mini Indonesia parque temático. Este tipo de estructura se utiliza a menudo en la arquitectura palaciega de los reyes malayos, y en los edificios públicos.

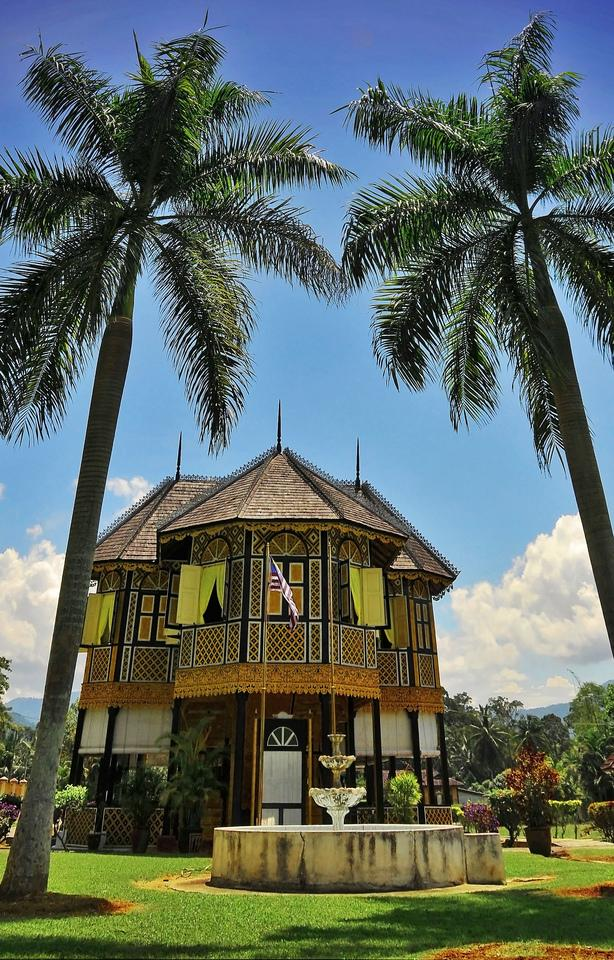
El Istana Kenangan en Kuala Kangsar, Perak. Construido en el como residencia temporal para el sultán de Perak.

Usando renovable materiales naturales de la madera incluyendo y bambú, las viviendas se construyen a menudo sin el uso de metal, incluidas las uñas. En lugar de pre-corte agujeros y ranuras se utilizan para ajustar los elementos de madera entre sí, por lo que es efectivamente una 'casa prefabricada'.
A pesar de las uñas se había inventado y utilizado más tarde en las casas mínimamente para elementos no estructurales (por ejemplo, las ventanas o paneles), la flexibilidad estructural era un beneficio que clavado inhibido. Sin clavos, una casa de madera podría ser desmantelado y reconstruido en una nueva ubicación. La mayor parte de los antiguos pueblos malayos de Sudeste Asiático mantenido una forma de auto-regeneración de la cultura ambiental.

## Diseño

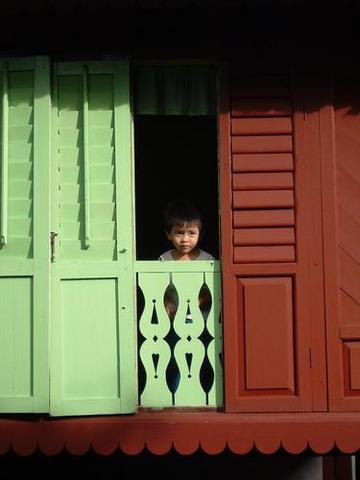
Un típico ventana de una casa con Malay inclinadas paneles de madera que se puede ajustar para la ventilación.

Las casas tradicionales de madera incorporado principios de diseño relevantes de la arquitectura contemporánea, tales como el sombreado y ventilación, cualidades presentes en las características de las casas básicas. Aunque las casas malayas tienen una diversidad de estilos de acuerdo a cada uno los estados, provincias y sub-etnias, hay un estilo común y comparten similitudes entre ellos:
1. Construidas sobre pilotes
2. Tener escaleras
3. Habitaciones con particiones
4. Techo vernáculo
5. Adornado con decoración

### Zancos
La mayoría de las casas están construidas como malayos Rumah Panggung (literalmente: "etapa de casa") casas construidas en pilotes. La característica principal de un típico casa de malayo kampung son sus zancos en o pilas. Esto se hizo para evitar que los animales salvajes y las inundaciones, para disuadir a los ladrones, y para mayor ventilación. En Sumatra, las casas sobre pilotes tradicionalmente se han diseñado con el fin de evitar los peligrosos animales salvajes, tales serpientes y un tigre. Mientras que en las zonas situadas cerca de grandes ríos de Sumatra y Borneo, los zancos ayudar a la casa elevada sobre la superficie de inundación. En algunas zonas de Sabah, el número de búfalos dote incluso podría depender de la cantidad de pilotes que hay en la casa de la familia.

### Escaleras
La casa tradicional de Malasia requiere escaleras para llegar al interior elevado. Por lo general, las escaleras conectan el frente de la calle de la casa a la Serambi (porche o galería). Se pueden encontrar escaleras adicionales en la parte posterior de la casa. Las escaleras pueden ser de madera o estructura de bloques cubiertos con tejas. Por ejemplo, en Melaka y Riau la escalera siempre está moldeada con un colorido mosaico decorativo.

### Habitaciones
El interior está dividido para crear habitaciones como Serambi (terraza), sala de estar y dormitorios. Una casa de madera tradicional malayo por lo general en dos partes: la casa principal, llamada Rumah Ibu en honor de la madre (ibu) y el sencillo Rumah Dapur o anexo cocina, que se separó de la casa principal para la protección contra incendios. Proporción era importante dar a la casa un escala humana. El Rumah Ibu fue nombrado después de las separaciones entre pilotes que se dice que siguen normalmente el ancho de armas propagación de la esposa y de la madre en la familia de la casa cuando se está construyendo. Por lo menos una terraza elevada (Serambi) se adjunta a la casa para trabajar sentado o de relajación, o cuando no familiares visitantes se consideraría, preservando así la privacidad del interior.

### Techo
El techo de la casa tradicional malayo están diseñados para proporciona tonos y la protección del calor y de la lluvia, así como para proporciona la ventilación. El diseño básico del techo malayo es tejado a dos aguas, con marco techo de alguna manera extendida formando adornos en el borde de la cubierta. El techo vernáculo malayo es el más adecuado para el clima tropical cálido y húmedo. El tejado a dos aguas se puede encontrar en el diseño de Rumah Lipat Kajang. Sin embargo, un tejado a dos aguas piramidal también se puede encontrar, como Palembang Limas Rumah.
En Riau y Jambi hay varios estilos diferentes, sobre todo del diseño del techo. El Lancang Rumah o Lontik Rumah han curvado techo con el barco-como la estructura El diseño de alguna manera similar a Rumah Gadang Minang. El Rumah Lipat Kajang tienen estructura de la cubierta plana con bordes cruce que forman "x"-pináculo en las esquinas del techo. La estructura más grande con techo similar esquina cruzada se llama Rumah Limas. Este tipo de techo y la estructura de uso frecuente en los palacios de los reyes de Malasia y edificios gubernamentales. El Limas Rumah es también conocida como la casa tradicional de Sumatra del Sur y Sundanese Java Occidental, a pesar de que tienen el mismo "Rumah Limas" nombre, el diseño es un poco diferente. El gobierno moderno y edificios públicos a menudo se basan en el diseño de techo de estilo malayo, tales como edificios del gobierno en Riau y Jambi, así como el diseño del techo de Muzium Negara en Kuala Lumpur.

### Decoración
Cada grupo de cada región malaya, estatal o sub-étnico tiene su propio estilo regional o grupo de casa con los detalles preferidos. Sin embargo, la mayoría de las casas malayas tienen un adorno típico techo, una estructura de techo borde cruzado formando una "x"-como ornamento pináculo en el borde de la cubierta. Este tipo de ornamento puede ser encontrado en Lontik, Kajang Lipat y estilos Limas. En el este de la costa de Malasia peninsular, muchas casas tienen un distintivo techo tallado a dos aguas con placas finales similares a los de Tailandia y Camboya.

## Tipos
- Rumah Limas - predominantemente en Palembang, Riau, Johor, Malaca, Pahang, Terengganu y Selangor.
- Rumah Lipat Kajang o  Rumah Kejang Lako - predominantemente en Jambi y Riau.[3]
- Rumah Melaka - Predominantemente encontrar en Johor y Malaca.
- Rumah Lancang o Rumah Lontik - Predominantemente en Kampar Regency de Riau.[2]
- Rumah Belah Bubung - Predominantemente se encuentra en Islas Riau.[4]
- Rumah Kutai - Predominantemente se encuentra en Perak y el norte de Selangor, basado en Kutai arquitectura.
- Rumah Perabung Lima - Predominantemente se encuentra en Kelantan y Terengganu.[5]
- Rumah Gajah Menyusu - Predominantemente se encuentra en Penang.[6]
- Rumah Tiang Dua Belas - Predominantemente en Kelantan, Terengganu y Pattani.[7]
- Rumah Bumbung Panjang - Predominantemente se encuentra en Kedah, Perlis, Perak, Selangor, Johor y de Pahang.[8]
- Rumah Air - Predominantemente se encuentra en Brunéi y Labuan.
- Rumah Berbumbung Lima - Predominantemente se encuentra en Bengkulu.

## Otras lecturas
- Ariffin, A. Najib; "A Disappearing Heritage: The Malaysian Kampung House", in Heritage Asia (Kuala Lumpur: Mediahub), September 2005, 6-8 -Passages in the above entry appear with permission of the Author/Publisher (en inglés)
- Lee Ho Yin, "The Kampong House: An Evolutionary History of Peninsular Malaysia's Vernacular Houseform," in Asia's Old Dwellings: Tradition, Resilience, and Change, ed. Ronald G. Knapp (New York: Oxford University Press), 2003, 235-258. (en inglés)
- Yuan, Lim Jee; "The Malay House: Principles to Building Simple and Beautiful Homes for Comfort and Community" (Fox Chapel Publishing), 2010. (en inglés)